# سیارک ۱۰۴۲۴
سیارک ۱۰۴۲۴ (به انگلیسی: 10424 Gaillard، نامگذاری:1999BD5) ده هزار و چهارصد و بیست و چهارمین سیارک کشف شده‌است که در ۲۰ ژانویه ۱۹۹۹ کشف شد.
قدر مطلق سیارک برابر ۱۴٫۷۰ است.